# スーパーヘヴィ
スーパーヘヴィ（SuperHeavy）は、2011年に結成されたスーパーグループである。
メンバーはミック・ジャガー（ローリング・ストーンズ）、デイヴ・ステュアート（元ユーリズミックス）、ジョス・ストーン、ダミアン・マーリー、A・R・ラフマーンの5人。

## 概要
バンド結成の発端は、デイヴがジャマイカの自宅にミックを招いたことから。その時の会話から新しい音楽のアイデアが芽生え、以後18ヶ月に及ぶ断続的なレコーディング作業が秘密裏に行われ、デビューに至ったという。ミックとデイヴは映画『殺したい女』の主題歌「Ruthless People」やミックのソロアルバム『プリミティヴ・クール』、映画『アルフィー』のサントラでのコラボレーションなど以前から親交があった。
また、デイヴはジョスの最新作『LP1』をプロデュースしたという人脈からプロジェクトは持ち上がった。さらにミックとデイヴはジャマイカのミュージシャンも引き込みたいと考え、ダミアンに白羽の矢が立ったところ、彼のリズム隊でベースのシア・クーア、ドラムのコートニー・ダイドリックも参加することとなった。インドの映画作曲家で『スラムドッグ$ミリオネア』でアカデミー賞も受賞したラフーマンは、ロサンゼルスでレコーディングしていたところたまたま知り合いになって、急遽参加してもらうことになったという。
そもそもミックとデイヴで「まったく違ったジャンルのミュージシャンを合わせたバンドとは本当のところどういう音を出すのだろう」と考えていたところから持ち上がった企画だったというが、ミックは当初「ちゃんとまとまる訳がない」とも踏んでいたという。
バンド名の由来は、ダミアンが「ヘヴィ、ヘヴィ、ヘヴィ、スーパーヘヴィ」と口ずさんだフレーズがきっかけ。その響きの良さにバンド名として採用したとデイヴは語っている。またモハメド・アリを意識したネーミングでもあるとのこと。
2011年9月にアルバム『スーパーヘヴィ』でデビュー。アルバムのプロデュースはミックとデイヴが手掛けている。レコーディングはフランス、キプロス、マイアミ、インドなど世界中の至るところで行われたが、トラックの大半は2011年に入ってロザンゼルスでほぼ3週間で録ったもので、5人は最初に過ごした6日間で22曲を書き上げた。